# Berlingen
Berlingen é uma comuna da Suíça, no Cantão Turgóvia, com cerca de 750 habitantes. Estende-se por uma área de 3,96 km², de densidade populacional de 189 hab/km². Confina com as seguintes comunas: Gaienhofen (DE-BW), Raperswilen, Reichenau (DE-BW), Salenstein, Steckborn. 
A língua oficial nesta comuna é o Alemão.